# Shelby Young
Shelby Young (Florida, 8 aprile 1992) è una doppiatrice e attrice statunitense.
È conosciuta per i suoi ruoli in The Social Network e Wild Child e per aver donato la voce agli spot pubblicitari Lucky Charms, Trix and Coco Puff, oltre ad aver interpretato il ruolo di Kinsey in Days of our Lives.
Opere giovanili sia nel cinema e la televisione, con apparizioni notevoli in Everybody Hates Chris e Ghost Whisperer, così come un ruolo nel film Anna Waltzing. Shelby Young è stata la prima ad interpretare il ruolo di Stephanie nel pilot di LazyTown ma ha dovuto rinunciare al ruolo a causa di normative sindacali. 
Ha prestato la sua voce anche per alcuni film ed è un cantante teen. 
Ha recitato come Ruby in Wild Child nel 2008, è stata Kinsey in Days of our Lives. Il 27 luglio 2011, è stato riferito dai tabloid che la Young ha lasciato il suo ruolo ottenuto nel 2009.
Young è apparsa in un episodio della nuova commedia MTV Awkward. 
Ha recitato nel ruolo di Leah in tre episodi della serie TV American Horror Story.

## Filmografia

### Attrice

#### Cinema
- Nativity, regia di Catherine Hardwicke (2006)
- Wild Child, regia di Nick Moore (2008)
- The Social Network, regia di David Fincher (2010)
- The Midnight Game, regia di A.D. Calvo (2013)
- Wrestling Isn't Wrestling, regia di Max Landis (2015) – cortometraggio

#### Televisione
- Tutti odiano Chris (Everybody Hates Chris) – serie TV, 4 episodi (2005-2008)
- Ghost Whisperer - Presenze (Ghost Whisperer) – serie TV, episodio 1x13 (2006)
- Il tempo della nostra vita (Days of Our Lives) – soap opera, 59 episodi (2009-2011)
- Diario di una nerd superstar (Awkward) – serie TV, episodio 1x09 (2011)
- American Horror Story – serie TV, 3 episodi (2011)
- Criminal Minds – serie TV, episodio 8x03 (2012)

#### Web
- What's Next for Sarah? – webserie (2014)

### Doppiatrice

#### Cinema
- Un ponte per Terabithia (Bridge to Terabithia), regia di Gábor Csupó (2007)
- Underdog - Storia di un vero supereroe (Underdog), regia di Frederik Du Chau (2007)
- I Puffi - Viaggio nella foresta segreta (Smurfs: The Lost Village), regia di Kelly Asbury (2017)
- Baby Boss (The Boss Baby), regia di Tom McGrath (2017)
- Capitan Mutanda - Il film (Captain Underpants: The First Epic Movie), regia di David Soren (2017)
- Bumblebee, regia di Travis Knight (2018)
- The LEGO Movie 2 - Una nuova avventura (The Lego Movie 2: The Second Part), regia di Mike Mitchell (2019)
- Pupazzi alla riscossa (UglyDolls), regia di Kelly Asbury (2019)
- Baby Boss 2 - Affari di famiglia (The Boss Baby: Family Business), regia di Tom McGrath (2021)
- Space Jam: New Legends (Space Jam: A New Legacy), regia di Malcolm D. Lee (2021)
- Ghostbusters: Legacy (Ghostbusters: Afterlife), regia di Jason Reitman (2021)
- Il talento di Mr. Crocodile (Lyle, Lyle, Crocodile), regia di Will Speck e Josh Gordon (2022)
- Guardiani della Galassia Vol. 3 (Guardians of the Galaxy Vol. 3), regia di James Gunn (2023)
- Ruby Gillman - La ragazza con i tentacoli (Ruby Gillman, Teenage Kraken), regia di Kirk DeMicco (2023)
- Miraculous - Le storie di Ladybug e Chat Noir: Il film (Ladybug & Cat Noir: The Movie), regia di Jeremy Zag (2023)
- Ghostbusters - Minaccia glaciale (Ghostbusters: Frozen Empire), regia di Gil Kenan (2024)

#### Televisione
- Star Wars: Forces of Destiny – serie animata, 11 episodi (2017-2018)
- Spirit: Avventure in libertà (Spiriti Riding Free) – serie animata, 3 episodi (2020)
- Star Wars: Visions – serie animata, episodio 1x02 (2021)
- Arcane – serie animata, 3 episodi (2021)
- Star Wars: The Bad Batch – serie animata, 5 episodi (2021-2023)
- Guardiani della Galassia Holiday Special (The Guardians of the Galaxy Holiday Special), regia di James Gunn – film TV (2022)
- Star Wars: Young Jedi Adventures – serie animata, episodio 1x11 (2023)

##### Videogiochi
- Battlefield 1 (2016) [1]

## Doppiatrici italiane
Nelle versioni in italiano dei suoi film e serie televisive, Shelby Young è stata doppiata da:
- Gemma Donati in American Horror Story, Criminal Minds
- Emanuela Damasio in Wild Child

Da doppiatrice è stata sostituita da:
- Martina Tamburello in Battlefield 1
- Sabrina Duranti in Lego Star Wars: Rebuild the Galaxy